# 鳥栖祇園山笠
鳥栖祇園山笠（とすぎおんやまかさ）は、毎年7月に鳥栖八坂神社（とすやさかじんじゃ）の祇園祭で奉納される山笠行事である。
通称、鳥栖山笠（とすやまかさ）。

## 概要
鳥栖市の市街地で行われる。鳥栖八坂神社の氏子が行う奉納神事である。
舁き手（参加者）や近隣住民からは「鳥栖山笠」と略称で呼ばれる場合が多い。鳥栖市のホームページにも、略称の「鳥栖山笠」と書かれている。
山笠を巡行する際の掛け声は、長く栄えることを意味する永昌から「エイショー」である。
しかし、近年は博多祇園山笠になぞらえ「オイサ」という町区も多い。

## 歴史
起源は諸説あるが、1928年（昭和3年）に鳥栖八坂神社の祇園祭を賑わせるために、博多祇園山笠に着目し、西町（現在の鳥栖市秋葉町）の有志らが鳥栖八坂神社に山笠を奉納したのが始まりとされる。
鳥栖祇園山笠が始まった翌年の1929年（昭和4年）までは、西町（現在の鳥栖市秋葉町）のみ山笠を奉納した。
1930年（昭和5年）からは、駅前、本通町、東町、本町も山笠を作り、後に現在の6町区となった。

### 年表
- 1938年（昭和13年）〜1949年（昭和24年）の11年間、戦争の影響を受け中止。

- 1950年（昭和25年）に再開。

- 1953年（昭和28年）大水害により中止。

- 1956年（昭和31年）鳥栖八坂神社六百五十年祭のため中止。
- 1972年（昭和47年）これまで山笠巡行は、旧暦の7月13日〜15日の3日間で行われていたが、この年より、7月21日・22日の2日間となる。
- 1999年（平成11年）鳥栖祇園山笠の発展を考える会「山考会（さんこうかい）」が発足。
- 2009年（平成21年）「山考会」から「山興会」へと改称する。

- 2019年（令和元年）〜2021年（令和3年）の3年間、新型コロナウイルスの蔓延により中止。

- 2022年（令和4年）PCR検査を行うなどの感染予防対策を行い再開。なお、子供山笠は中止。

- 2023年（令和5年）子供山笠も再開。例年通りの開催となる。
- 2023年（令和5年）第6回 佐賀県伝承芸能祭で、SAGAアリーナにて特別巡行する。

## 構成町区
現在、鳥栖八坂神社に山笠を奉納する町区は6町区あり、一番山笠〜六番山笠まである。毎年順位が繰り上がる輪番制に奉納する。
なお、中央区のみ大正町、古野町、鎗田（やりた）町、土井町、神辺合（こうのえごう）町の5ヶ町を合わせた1つの区で山笠を奉納する。
- 京町
- 秋葉町
- 東町
- 本通町
- 本町
- 中央区

### 子供山笠
下記の町区は子供山笠も奉納する。
- 秋葉町
- 東町
- 本町
- 中央区

昨今の少子化により、子供山笠を行わない年もある。

## スケジュール
7月中旬、各町区の役員らが四阿屋神社（あずまやじんじゃ）でお祓いを受け、四阿屋神社境内の川で清めの砂を取る「お汐井取り」を行う。
山守（やまもり）、本番前に各町区の詰所で子どもを招き行われる、前夜祭のようなもの。
巡行1日目、鳥栖市中央公園で「祇園旗廻り」と呼ばれるタイムレースが行われる。
巡行2日目、鳥栖本通筋商店街で全町区の山笠を同時に揺らす「総がぶり」が行われる。

1971年（昭和46年）までは、旧暦の7月13日〜15日の3日間行われていたが、現在は子どもが参加しやすいように夏休み最初の土日の2日間（基本的に7月第3土日）で行われる。

## 山笠の人形（飾り）
山笠の人形（飾り）は、中央に中心となる人形を配置する、博多祇園山笠の舁き山笠に似たつくりである。
人形（飾り）の製作の際、最初は公開して製作していたが、町区同士の競争意識が出てくるようになり本番まで公開しないようになる。
しかし、似類の人形（飾り）が出来ることも多々あり、再び公開して製作することになる。
また、近年では毎年同じ人形（飾り）である。

## 服装
山笠を舁く際の服装は、水法被、豆絞り（鉢巻）、締め込み（又は白のステテコ）、地下足袋である。
水法被は町区毎に異なり、秋葉町と東町は総柄の水法被を着用する。本通町、中央区の役員は、一般とは異なる意匠の水法被を着用する。
山笠を舁かない平時の服装は、長法被、白のステテコ、雪駄（又は下駄）である。長法被も町区毎に異なり、縦縞や文字を図案化したもの等さまざまである。
しかし、長法被を着用できるのは、役員や町区から認められた一部の人のみであり、舁き手（参加者）全員が着用することはできない。
また、山笠期間終了後も鳥栖市内の祭りで長法被を着用する場合もある。